# Gójar
Gójar  est une municipalité située dans la partie méridionale de la comarque de Vega de Granada de la province de Grenade en Andalousie en Espagne

## Géographie
La commune est située au pied de la Sierra Nevada. Elle est limitrophe avec les municipalités de Armilla, Grenade, La Zubia, Ogíjares, Dílar et Villa de Otura.

## Sources
- (es) Cet article est partiellement ou en totalité issu de l’article de Wikipédia en espagnol intitulé « Gójar » (voir la liste des auteurs).